# Open Gaz de France 1995
Open Gaz de France 1995 — жіночий тенісний турнір, що проходив на закритих кортах з килимовим покриттям стадіону П'єр де Кубертен у Парижі (Франція). Належав до турнірів 2-ї категорії в рамках Туру WTA 1995. Відбувсь утретє і тривав з 14 до 18 лютого 1995 року. Перша сіяна Штеффі Граф здобула титул в одиночному розряді й отримала 79 тис. доларів США.

## Фінальна частина

### Одиночний розряд
Штеффі Граф —  Марі П'єрс 6–2, 6–2
- Для Граф це був 1-й титул в одиночному розряді за сезон і 87-й — за кар'єру.

### Парний розряд
Мередіт Макґрат /  Лариса Савченко —  Манон Боллеграф /  Ренне Стаббс 6–4, 6–1
- Для Макґрат це був 1-й титул за рік і 19-й — за кар'єру. Для Савченко це був 1-й титул за рік і 52-й - за кар'єру.